# Möklinta församling
Möklinta församling är en församling som ingår i Sala-Norrby-Möklinta pastorat i Norra Västmanlands kontrakt i Västerås stift i Svenska kyrkan. Församlingen ligger i Sala kommun i Västmanlands län.

## Administrativ historik
Församlingen har medeltida ursprung och har till senast 1998 utgjort ett eget pastorat, för att därefter vara annexförsamling i pastoratet Sala, Norrby och Mölklinta.
Möklinta församling tillhörde tidigare Salabygdens kontrakt men tillhör sedan 2007 nybildade Norra Västmanlands kontrakt.

## Kyrkor
- Möklinta kyrka